# Koninklijke Lierse Sportkring (1943)
Il Koninklijke Lierse Sportkring, noto in passato come Lierse Kempenzonen e Oosterzonen Oosterwijk, è una società calcistica belga con sede nella città di Lier. Milita in Division 1B, la seconda serie del campionato belga di calcio.

## Storia
Fondato a Westerlo con il nome Oosterzonen Oosterwijk, nel 1943 si affiliò alla federazione calcistica del Belgio prendendo parte alla categoria più bassa del campionato provinciale di Anversa. Trascorse i primi decenni della sua storia nei campionati dilettantistici per poi ottenere, dal 2007 al 2009, una tripla promozione che gli permise di approdare in quarta divisione. Nel 2013 ottenne la promozione in terza divisione ed al termine della stagione 2015-2016 raggiunse la Division 1B.
Al termine della stagione 2017-2018 il Lierse SK dichiarò bancarotta e l'Oosterwijk si trasferì nella città di Lier, cambiando il proprio nome in Lierse Kempenzonen. La rinnovata società acquisì il logo del club appena fallito e si trasferì nello stadio Herman Vanderpoortenstadion.

### Cronologia dei nomi
- 1943: Oosterzonen Oosterwijk
- 2018: Lierse Kempenzonen
- 2024: Lierse

## Palmarès
- Campionato belga di quarta divisione: 1

2012-2013

## Rosa 2024-2025
Aggiornata al 14 novembre 2024.
| N. |                        | Ruolo | Calciatore          |
| -- | ---------------------- | ----- | ------------------- |
| 1  | Belgio (bandiera)      | P     | Jens Teunckens      |
| 2  | Belgio (bandiera)      | D     | Pieter De Schrijver |
| 3  | Paesi Bassi (bandiera) | D     | Luc Marijnissen     |
| 4  | Belgio (bandiera)      | D     | Sam Vanderhallen    |
| 5  | Belgio (bandiera)      | D     | Pietro Perdichizzi  |
| 6  | Belgio (bandiera)      | C     | Emmanuel Matuta     |
| 7  | Belgio (bandiera)      | A     | Obbi Oularé         |
| 8  | Francia (bandiera)     | C     | Victor Daguin       |
| 9  | Comore (bandiera)      | A     | Bryan Adinany       |
| 10 | Bielorussia (bandiera) | C     | Maksim Kirėeŭ       |
| 11 | Francia (bandiera)     | A     | Ousmane Sow         |
| 12 | Belgio (bandiera)      | P     | Jarno De Smet       |
| 15 | Belgio (bandiera)      | D     | Beni Mpanzu         |
| 17 | Belgio (bandiera)      | C     | Noah Hartmann       |
| 18 | Belgio (bandiera)      | C     | Dirk Asare          |

| N. |                         | Ruolo | Calciatore                   |
| -- | ----------------------- | ----- | ---------------------------- |
| 19 | Belgio (bandiera)       | C     | Tiago Vermeulen              |
| 23 | Belgio (bandiera)       | D     | Viktor Boone                 |
| 24 | Paesi Bassi (bandiera)  | D     | Che Krabbendam               |
| 26 | RD del Congo (bandiera) | C     | Noah Mawete Kinsiona         |
| 27 | Belgio (bandiera)       | D     | Daan De Peuter               |
| 30 | Belgio (bandiera)       | C     | Glenn Claes                  |
| 31 | Belgio (bandiera)       | D     | Brent Laes                   |
| 36 | Belgio (bandiera)       | P     | Lennard Leyssens             |
| 41 | Belgio (bandiera)       | P     | Kjell Peersman               |
| 42 | Belgio (bandiera)       | A     | Aske Sampers                 |
| 44 | Belgio (bandiera)       | D     | Lander Verbist               |
| 70 | Belgio (bandiera)       | C     | Samih El Touile              |
| 77 | Belgio (bandiera)       | C     | Hugo Masaki                  |
| 81 | Belgio (bandiera)       | A     | Niklo Dailly                 |
| 88 | RD del Congo (bandiera) | D     | Emmanuel Mutela Tshimbalanga |